# Stoklegging
Stoklegging was een oud Drents gebruik dat diende als bekrachtiging van de verkoop van onroerend goed.
De verkoper legde de stok neer, de koper nam deze op, en pas daarna was onroerend goed geleverd.
Het ritueel van stoklegging is afkomstig uit het oude Germaanse recht.

De achterliggende gedachte is dat het niet mogelijk is om een stuk onroerend goed letterlijk aan een ander in handen te geven.
Om een dergelijke abstracte rechtshandeling voor eenieder zichtbaar te maken deed de oude eigenaar, in aanwezigheid van familie, buren en andere belanghebbenden, afstand van zijn bezit door een stok op de grond te leggen. De stok was het symbool voor een abstract begrip: de macht die de eigenaar over zijn bezit heeft.